# Homer Smith

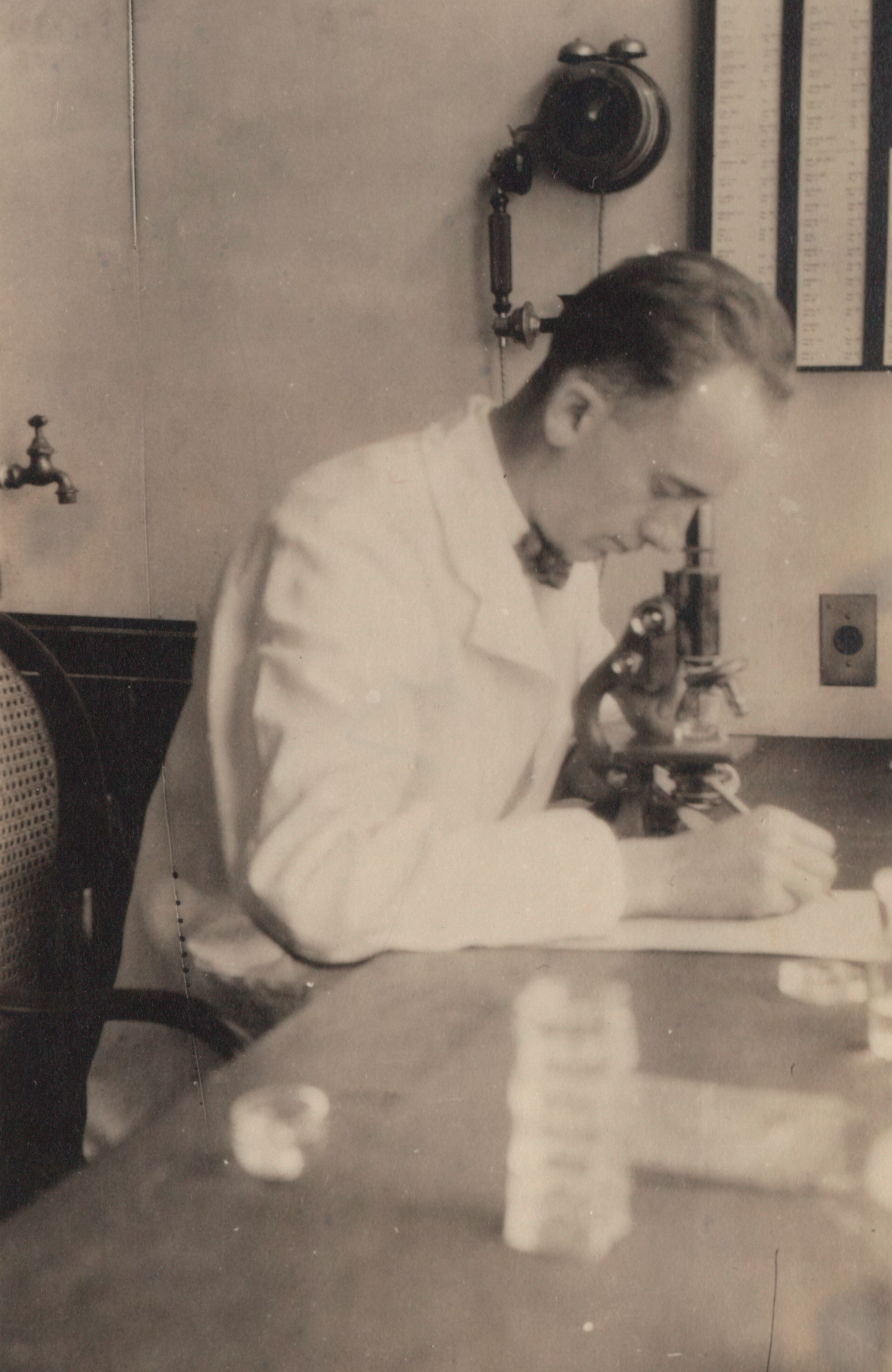
Homer Smith, 1921

Homer William Smith (* 2. Januar 1895 in Denver, Colorado; † 25. März 1962 in New York City) war ein US-amerikanischer Physiologe, bekannt für Forschungen über die Nierenfunktion.
Smith ging in Cripple Creek und Denver zur Schule und war schon früh wissenschaftlich interessiert. Er studierte an der University of Denver (Bachelor 1917) und forschte aufgrund seiner chemischen Kenntnisse im Ersten Weltkrieg über Kampfgase (und auch im Zweiten Weltkrieg war er mit Kampfgasen befasst und leitete die entsprechende Abteilung des National Defense Research Committee, wofür er 1948 die Medal of Merit erhielt). Danach setzte er sein Studium an der medizinischen Fakultät der Johns Hopkins University fort, wo er 1921 bei William H. Howell (1860–1945) promoviert wurde. Von 1921 bis 1923 forschte er bei der Pharmafirma Eli Lilly und von 1923 bis 1925 an der Harvard University bei Walter Cannon. 1925 wurde er Professor und Vorstand der Abteilung Physiology an der University of Virginia in Charlottesville und von 1928 bis zu seiner Emeritierung 1961 Professor für Physiologie und Leiter der Laboratorien für Physiologie der New York University.
Smith befasste sich vor allem mit der Physiologie der Niere. Er schrieb darüber mehrere Standardwerke und verfolgte auch breite biologische und philosophische Interessen. So reiste er 1928 und 1930 als Guggenheim Fellow nach Afrika und Asien und erforschte die Nierenfunktion und Zusammensetzung der Körperflüssigkeiten mariner Lebewesen im Mt. Desert Island Biological Laboratory in Maine, wo er auch ein Landhaus besaß. Er schrieb einige populärwissenschaftliche und philosophische Bücher. Er war nach dem Zweiten Weltkrieg in der Gründung der National Science Foundation aktiv.
Er erhielt 1947 den Albert Lasker Award for Basic Medical Research und 1954 den Passano Award. 1958 hielt Smith die George M. Kober Lecture. Seit 1945 war er Mitglied der National Academy of Sciences, 1949 wurde er in die American Academy of Arts and Sciences gewählt.

## Homer W. Smith Award
Im Gedenken an Smith stiftete die New York Heart Association 1963 den Homer W. Smith Award in Renal Physiology. Darüber hinaus stiftete die American Society of Nephrology 1964 den Homer Smith Award. Der Preis wird jährlich an eine Person verliehen, die herausragende Beiträge geleistet hat, die die Wissenschaft der Nephrologie grundlegend beeinflusst haben, im weitesten Sinne, aber nicht beschränkt auf die Pathobiologie, zelluläre und molekulare Mechanismen und genetische Einflüsse auf die Funktionen und Erkrankungen der Niere.

## Schriften
- Man and his Gods, Little, Brown and Company, Boston 1952, Online (Vorwort Albert Einstein)
- Kamongo, New York, Viking Press, 1932, überarbeitete Neuauflage 1949
- From Fish to Philosopher, Little, Brown and Company, Boston 1953
- The Physiology of the Kidney, Oxford University Press 1937
- The Kidney: Structure and function in health and disease, Oxford University Press 1951
- Principles of Renal Physiology, Oxford University Press 1956
- Lectures on the Kidney, University of Kansas 1943 (Porter Lectures)